# Abrecartas

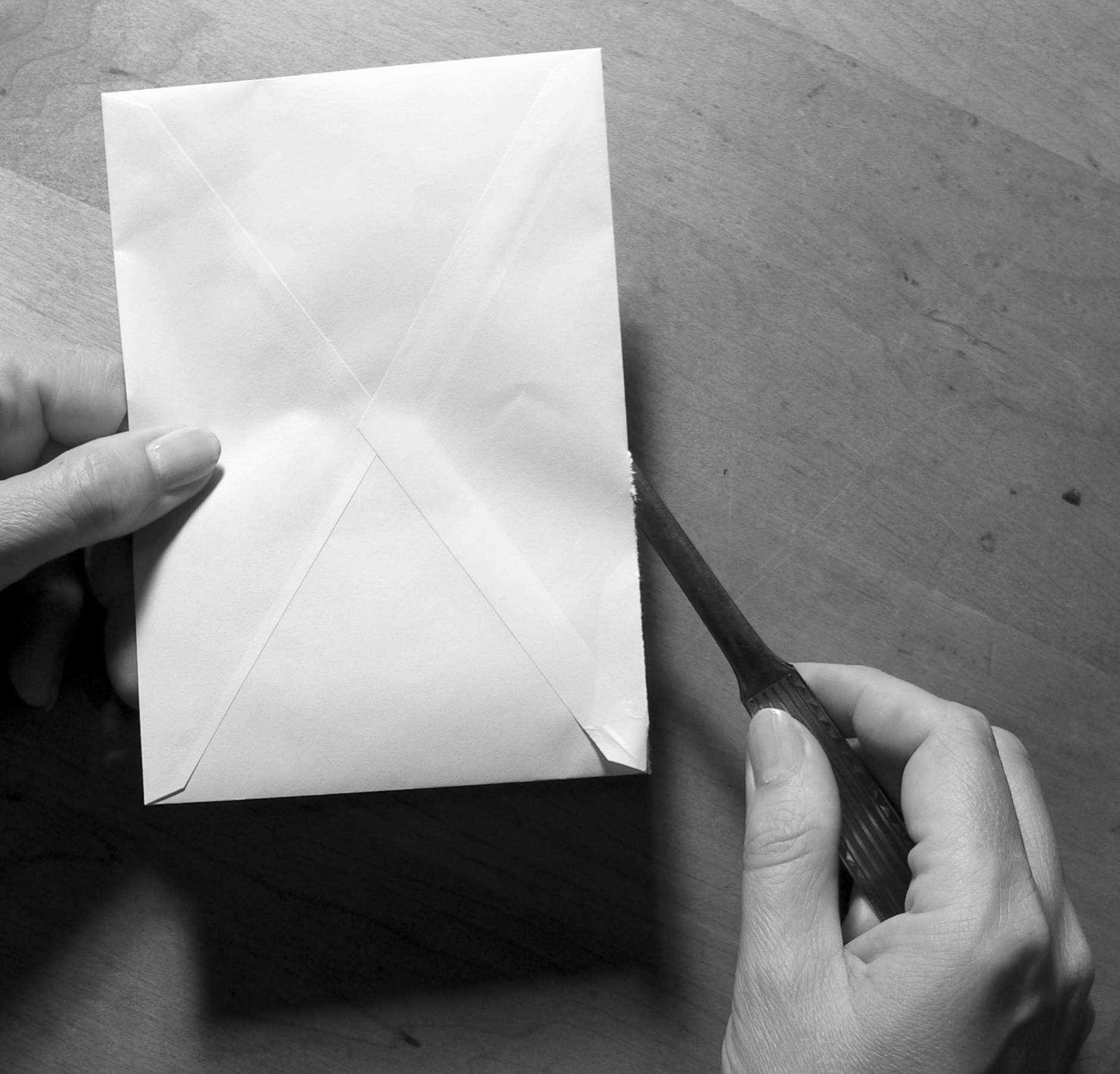
Abriendo un sobre con un abrecartas

Un abrecartas es un objeto en forma de cuchillo que es utilizado para abrir sobres o para rajar las páginas sin cortar de los libros. 
También están disponibles versiones eléctricas, que trabajan usando motores para hacer deslizar los sobres a través de una cuchilla. Estos tienen la ventaja de poder manejar un mayor volumen de sobres, pero la cuchilla puede cortar el contenido del sobre y dañarlo.
Los abrecartas pueden estar fabricados en madera, metal, plástico, a veces incluso de marfil o una combinación de materiales. Algunos abrecartas modernos tienen una hoja de afeitar oculta dentro de un mango plástico. En todo caso, el corte constante del papel llevará eventual desgaste del filo, requiriendo el afilamiento o el reemplazo.